# Bambi-Verleihung 1952
Die 5. Bambi-Verleihung war keine Veranstaltung. Die Bambis wurden zu den Gewinnerinnen und Gewinnern gebracht.

## Die Preise
Bei der Verleihung 1952, der letzten ohne eine eigene Veranstaltung zur Vergabe der Preise, zeigte sich, dass Abstimmungen alleine nicht unbedingt für Abwechslung sorgen. Bei den nationalen Schauspielpreisen konnten Maria Schell und Dieter Borsche ihre Erfolge des Vorjahres bestätigen. Das Gleiche gilt für Ingrid Bergman, die in der Kategorie Schauspielerin international dieses Mal vor Esther Williams siegte. In der Kategorie Schauspieler international gelang es dem Vorjahreszweiten Tyrone Power, den Bambi vor Gregory Peck und Vorjahressieger Errol Flynn zu gewinnen.

## Preisträger
Aufbauend auf die Bambidatenbank.

### Künstlerisch bester Film National
- Peter Lorre für Der Verlorene[3]
- Curt Goetz für Das Haus in Montevideo[4]

### Schauspieler International
Tyrone Power

### Schauspielerin International
Ingrid Bergman

### Schauspieler National
Dieter Borsche

### Schauspielerin National
Maria Schell